# Starlight Express
Starlight Express er en rockmusical af Andrew Lloyd Webber (musik), Richard Stilgoe (tekster) og Arlene Phillips (koreografi) med senere revisioner af Don Black (tekster) og David Yazbek (musik og tekster til anden amerikanske turné). Historien følger et barns drøm, hvor hans legetøjstog kommer til live; skuespillerne udfører stykket på rulleskøjter.